# ولايات ألمانيا
ألمانيا هي جمهورية اتحادية تتكون من ست عشرة ولاية (بالألمانية: Land - Länder) تُدعى بشكل شائع وغير رسمي (بالألمانية: Bundesländer-Bundesland). بما أن ألمانيا الحالية تشكلت من مجموعة سابقة من عدة ولايات، فإن لديها دستوراً اتحادياً، بموجبه تحتفظ الولايات المؤسسة للدولة بقدر من السيادة والإدارة الذاتية. بالنظر إلى المساحة الجغرافية تسمى كلاً من برلين وهامبورغ بولاية-مدينة (Stadtstaaten)، وكذلك مدينة بريمن الهانزية الحرة التي تضم مدينتي بريمن وبريمرهافن. تسمى الولايات الـ 13 المتبقية Flächenländer.
تم إنشاء جمهورية ألمانيا الاتحادية في عام 1949 من خلال توحيد الولايات الغربية (التي كانت في السابق تحت الإدارة الأمريكية والبريطانية والفرنسية) حيث قُسّمت في أعقاب الحرب العالمية الثانية. في عام 1949 كانت ولايات الجمهورية الاتحادية هي بادن، وبافاريا، وبريمن، وهامبورغ، وهسن، وساكسونيا السفلى، وشمال الراين-وستفاليا، وراينلند بالاتينات، وشلسفيغ هولشتاين، وفورتمبيرغ-بادن (حتى 1952)، وفورتمبيرغ-هوهنزولرن (حتى 1952). رغم أن برلين الغربية لم تكن جغرافياً جزءاً من جمهورية ألمانيا الاتحادية، إلا أنها كانت تعتبر جزءاً منها بحكم الأمر الواقع.
بعد استفتاء في عام 1952 اندمجت بادن وفورتمبيرغ-بادن لتكوّنا ولاية بادن-فورتمبيرغ. في عام 1957 انضمت محمية سار إلى الجمهورية الاتحادية لتكون ولاية سارلاند. مع إعادة توحيد ألمانيا في عام 1990 انضمت جمهورية ألمانيا الديمقراطية (ألمانيا الشرقية) إلى الجمهورية الاتحادية، مما أدى إلى انضمام الولايات الشرقية المعاد تأسيسها وهي براندنبورغ، ومكلنبورغ فوربومرن، وساكسونيا، وساكسونيا أنهالت، وتورينغن، وبرلين بعد إعادة توحيد شقيها الغربي والشرقي (تُسمى هذه الولايات الخمس بالولايات الجديدة). في عام 1996 فشل استفتاء إقليمي لدمج برلين مع براندنبورغ المحيطة بها لتشكّلا معاً ولاية تُسمى«برلين-براندنبورغ» فشل هذه الاستفتاء بالوصول إلى الأغلبية اللازمة في براندنبورغ، في حين كان صوت أغلبية سكان برلين لصالح الاندماج.
النظام الاتحادي هو واحد من المبادئ الدستورية الراسخة لألمانيا. وفقا للدستور الألماني (القانون الأساسي (Grundgesetz))، فإن بعض القضايا مثل الشؤون الخارجية والدفاع، هي مسؤولية حصرية بالهيئات الاتحادية (على سبيل المثال الحكومة الاتحادية)، في حين تقع الشؤون الأخرى تحت السلطة المشتركة للولايات والاتحاد. تحتفظ الولايات بسلطة تشريعية متبقية لجميع المجالات الأخرى، بما في ذلك «الثقافة»، التي لا تشمل في ألمانيا فقط مواضيع مثل الترويج المالي للفنون والعلوم، ولكن أيضًا معظم أشكال التعليم والتدريب الوظيفي. على الرغم من أن العلاقات الدولية، بما في ذلك المعاهدات الدولية، تقع في المقام الأول على عاتق المستوى الاتحادي، إلا أن الولايات لها سلطات محدودة معينة في هذا المجال: ففي المسائل التي تؤثر عليها بشكل مباشر، تدافع الولايات عن مصالحها على المستوى الاتحادي من خلال البوندسرات (المجلس الاتحادي) وفي المناطق التي يتمتعون فيها بسلطة تشريعية لديهم صلاحيات محدودة لإبرام المعاهدات الدولية «بموافقة الحكومة الاتحادية».

## الولايات
بعد عام 1945 تم تشكيل ولايات جديدة في جميع مناطق الاحتلال الأربعة. في عام 1949 شكّلت الولايات في المناطق الغربية الثلاث جمهورية ألمانيا الاتحادية. وهو عكس ما حدث في النمسا، حيث تم تأسيس الاتحاد (Bund) أولاً، ثم تم إنشاء الولايات الفردية كوحدات تابعة للدولة الاتحادية.
يعود استخدام مصطلح ولايات (Länder) إلى دستور فايمار عام 1919. وقبل هذا الوقت كانت الولايات المؤسّسة للقيصرية الألمانية تسمى دول (Staaten). ويشيع اليوم استخدام المصطلح ولاية اتحادية (Bundesland). رغم أن هذا المصطلح لم يُستخدم لا بموجب دستور 1919 ولا بموجب القانون الأساسي (الدستور) عام 1949. تُسمّي ثلاث مقاطعات نفسها باسم الولايات الحرة /المستقلة (Freistaaten، وهو تعبير ألماني قديم لـ «الجمهورية»): بافاريا (منذ 1919)، ساكسونيا (منذ عام 1919 ومرة أخرى منذ عام 1990)، وتورينغن (منذ عام 1994). هناك القليل من الاستمرارية بين الولايات الحالية وأسلافها في جمهورية فايمار باستثناء الولايات الحرة الثلاث، وهامبورغ وبريمن.
يظل موضوع إعادة ترسيم الحدود للولايات موضع جدل في ألمانيا، حيث ورغم وجود «اختلافات كبيرة بين الولايات الأمريكية والحكومات الإقليمية في الاتحادات الأخرى لا يوجد دعوات جدية للتغيرات الإقليمية» في تلك البلدان الأخرى. يلخص الكاتب آرثر غونليكس الحجج الرئيسية لإصلاح الحدود في ألمانيا: «النظام الألماني للاتحادية المزدوجة يتطلب وجود ولايات قوية تتمتع بالقدرة الإدارية والمالية لتنفيذ التشريعات ودفع ثمنها من إيرادات المصادر الخاصة. كما أن العديد من الولايات تجعل التنسيق بينها وبين الاتحاد أكثر تعقيداً». لكن العديد من المقترحات قد فشلت حتى الآن. يبقى الإصلاح الإقليمي موضوعًا مثيرًا للجدل في السياسة الألمانية والتصور العام.

### قائمة بالولايات
| شعار النبالة | العلم | الولاية                                              | رمز ISO 3166-2 | العاصمة   | الانضمام إلى الاتحاد | الأصوات في البوندسرات | المساحة (كم2) | عدد السكان | الأجانب % | الكثافة لكل كم2 | مؤشر التنمية البشرية | الناتج المحلي الإجمالي للفرد باليورو (2017) |
| ------------ | ----- | ---------------------------------------------------- | -------------- | --------- | -------------------- | --------------------- | ------------- | ---------- | --------- | --------------- | -------------------- | ------------------------------------------- |
|              |       | بادن-فورتمبيرغ Baden-Württemberg                     | BW             | شتوتغارت  | 1952                 | 6                     | 35,752        | 10,755,000 | 14,2      | 301             | 0.941                | 44,886                                      |
|              |       | بافاريا Bayern                                       | BY             | ميونخ     | 1949                 | 6                     | 70,552        | 12,542,000 | 12,3      | 178             | 0.933                | 45,810                                      |
|              |       | برلين Berlin                                         | BE             | –         | 1990                 | 4                     | 892           | 3,469,000  | 16,3      | 3,890           | 0.932                | 38,032                                      |
|              |       | براندنبورغ Brandenburg                               | BB             | بوتسدام   | 1990                 | 4                     | 29,479        | 2,500,000  | 3,6       | 85              | 0.902                | 27,675                                      |
|              |       | بريمن Bremen                                         | HB             | بريمن     | 1949                 | 3                     | 419           | 661,000    | 15,9      | 1,577           | 0.938                | 49,570                                      |
|              |       | هامبورغ Hamburg                                      | HH             | –         | 1949                 | 3                     | 755           | 1,788,000  | 15,4      | 2,368           | 0.964                | 64,576                                      |
|              |       | هسن Hessen                                           | HE             | فيسبادن   | 1949                 | 5                     | 21,115        | 6,066,000  | 15,1      | 287             | 0.935                | 44,804                                      |
|              |       | سكسونيا السفلى Niedersachsen                         | NI             | هانوفر    | 1949                 | 6                     | 47,609        | 7,914,000  | 8,4       | 166             | 0.912                | 36,164                                      |
|              |       | مكلنبورغ-فوربومرن Mecklenburg-Vorpommern             | MV             | شفيرين    | 1990                 | 3                     | 23,180        | 1,639,000  | 4,0       | 71              | 0.897                | 26,560                                      |
|              |       | شمال الراين-وستفاليا Nordrhein-Westfalen             | NW             | دوسلدورف  | 1949                 | 6                     | 34,085        | 17,837,000 | 12,7      | 523             | 0.924                | 38,645                                      |
|              |       | راينلند-بالاتينات Rheinland-Pfalz                    | RP             | ماينتس    | 1949                 | 4                     | 19,853        | 4,052,803  | 9,7       | 202             | 0.914                | 35,455                                      |
|              |       | سارلاند Saarland                                     | SL             | ساربروكن  | 1957                 | 3                     | 2,569         | 1,018,000  | 10,5      | 400             | 0.914                | 35,460                                      |
|              |       | ساكسونيا Sachsen                                     | SN             | درسدن     | 1990                 | 4                     | 18,416        | 4,143,000  | 4,0       | 227             | 0.916                | 29,856                                      |
|              |       | ساكسونيا-أنهالت Sachsen-Anhalt                       | ST             | ماغديبورغ | 1990                 | 4                     | 20,446        | 2,331,000  | 3,7       | 116             | 0.895                | 27,221                                      |
|              |       | شلسفيغ-هولشتاين Schleswig-Holstein                   | SH             | كيل       | 1949                 | 4                     | 15,799        | 2,833,000  | 6,9       | 179             | 0.907                | 32,342                                      |
|              |       | تورينغن Thüringen                                    | TH             | إرفورت    | 1990                 | 4                     | 16,172        | 2,231,000  | 3,5       | 138             | 0.906                | 28,747                                      |
|              |       | جمهورية ألمانيا الاتحادية Bundesrepublik Deutschland | DE             | برلين     | –                    |                       | 357.386       | 82,176,000 | 11,1      | 230             | 0.936                | 44,550                                      |

## تاريخ
النظام الاتحادي له جذور راسخة في التاريخ الألماني. حيث احتوت الإمبراطورية الرومانية المقدسة العديد من الدول الصغيرة، والتي بلغ عددها أكثر من 300 في حوالي عام 1796. وقد انخفض عدد الأراضي بشكل كبير خلال حروب نابليون (1796-1814). بعد مؤتمر فيينا عام 1815 شكلت 39 ولاية الاتحاد الألماني. تم حل هذا الاتحاد بعد الحرب النمساوية البروسية.
بروسيا والولايات الأخرى في شمال ووسط ألمانيا توحدت في 1 تموز/يوليو 1867 لتشكل دولة اتحادية دُعيت الاتحاد الألماني الشمالي. دخلت بعدها ولايات بافاريا الجنوبية وفورتمبرغ وبادن وهسن-دارمشتات في تحالفات عسكرية مع بروسيا. في الحرب الفرنسية البروسية 1870-1871 انضمت تلك الولايات رسمياً إلى الاتحاد الألماني الشمالي. ثم أعيدت تسميتها لتصير الإمبراطورية الألمانية، وقرر البرلمان والمجلس الاتحادي منح الملك البروسي لقب الإمبراطور الألماني (اعتباراً من 1 يناير 1871). تضمنت الإمبراطورية الألمانية الجديدة 25 ولاية/دولة (ثلاثة منها مدن هانزية) وأيضاً الأراضي الإمبراطورية الألزاس واللورين. ضمن الإمبراطورية كانت نسبة 65٪ من الأراضي و 62٪ من السكان تنتمي لدولة بروسيا.
بعد الخسائر الإقليمية بحكم معاهدة فرساي، استمرت الولايات المتبقية كجمهوريات اتحاد ألماني جديد. وقد ألغيت هذه الولايات بحكم الأمر الواقع وتم تخفيضها لتكون فقط مقاطعات في ظل النظام النازي في تقسيم إداري جديد للدولة.

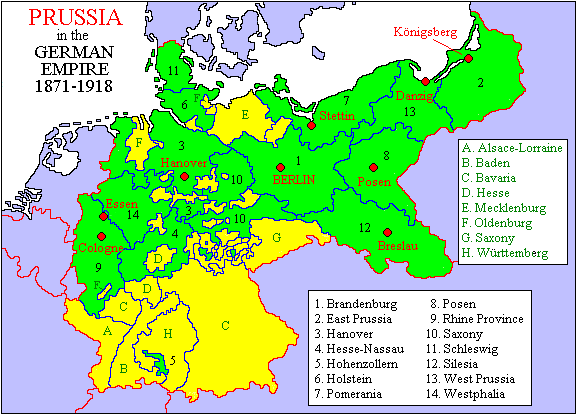
مقاطعات مملكة بروسيا (بالأخضر) ضمن الإمبراطورية الألمانية (1871-1918)

أثناء احتلال الحلفاء لألمانيا بعد الحرب العالمية الثانية، أعادت حكومات الحلفاء العسكرية رسم الحدود الداخلية. بحيث لا تشكل أي ولاية أكثر من 30٪ من عدد السكان أو المساحة عن مما كان عليه وضع الولاية سابقاً. كان الهدف من هذا منع أي ولاية من أن تكون مهيمنة داخل ألمانيا كما كانت بروسيا في الماضي. في البداية بقيت سبع ولايات فقط من ولايات ما قبل الحرب: بادن (جزئياً)، وبافاريا (قُلّصت مساحتها)، وبريمن، وهامبورغ، وهسن (وُسّعت مساحتها)، وساكسونيا، وتورنغن. الولايات التي تحمل أسماء مُركّبة، مثل راينلند-بالاتينات، وشمال الراين-وستفاليا، وساكسونيا-أنهالت تدين بوجودها لسلطات الاحتلال حيث تم إنشاؤها من خلال دمج المقاطعات البروسية السابقة والولايات الصغرى. الأراضي الألمانية السابقة التي كانت تقع شرق خط أودر-نايسه وُضعت تحت الإدارة البولندية أو السوفياتية، في الستينيات جرت محاولات رمزية لعدم التخلي عن السيادة على تلك الأراضي. إلا أنه لم تبذل أية محاولات لإنشاء ولايات جديدة في هذه المناطق، نظراً لأنها تقع خارج نطاق ألمانيا الغربية في ذلك الوقت. وعلاوة على ذلك كانت الأقاليم الشرقية السابقة مطهرة عرقياً من سكانها الألمان الأصليين، وبالتالي توقفت عن كونها جزءاً من الأراضي الناطقة بالألمانية.
عند تأسيسها في عام 1949 كانت ألمانيا الغربية تتكون من إحدى عشرة ولاية. انخفض هذا العدد إلى تسعة في عام 1952 عندما اندمجت ثلاث ولايات في الجنوب الغربي (جنوب بادن وفورتمبيرغ-هوهنزولرن وفورتمبيرغ-بادن) لتشكل بادن-فورتمبيرغ. اعتباراً من عام 1957 عندما أُعيدت محمية سار التي كانت فرنسا قد احتلتها صارت ولاية سارلاند وبذلك تألفت جمهورية ألمانيا الاتحادية من عشرة ولايات، والتي يشار إليها اليوم باسم «الولايات القديمة». كانت برلين الغربية تخضع لسيادة الحلفاء الغربيين ولم تكن تتبع أي ولاية في ألمانيا الغربية.
ألمانيا الشرقية تألفت في الأصل من خمس ولايات (براندنبورغ ومكلنبورغ-فوربومرن وساكسونيا وساكسونيا-أنهالت وتورينغن). في عام 1952 حُلّت هذه الولايات وتم تقسيم الشرق إلى 14 منطقة إدارية تسمى Bezirke. أُعلنت برلين الشرقية التي يسيطر عليها الاتحاد السوفييتي - على الرغم من أنها رسمياً لها نفس وضع برلين الغربية بعدم تبعيتها لأي ولاية - عاصمةً لألمانيا الشرقية وحيّها الخامس عشر.
مباشرةً قبل إعادة توحيد ألمانيا في 3 أكتوبر 1990 أُعيد تشكيل ولايات ألمانيا الشرقية بشكل مشابه لما كانت عليه قبلاً باسم الولايات الجديدة الخمس. انضم حي برلين الشرقية إلى برلين الغربية لتشكيل ولاية برلين. وبانضمام الولايات الخمس الجديدة بالإضافة إلى برلين الموحدة تصبح ولايات ألمانية 16.
في وقت لاحق تم تعديل الدستور ليوضّح أن مواطني الولايات الـ 16 نجحوا في تحقيق وحدة ألمانيا بشكل حر بتقرير المصير، وبأن القانون الأساسي يُطبّق على الشعب الألماني بأكمله. وأُعيد صياغة المادة 23 التي سمحت «لأية أجزاء أخرى من ألمانيا» بالانضمام إليها. حيث أن هذه المادة كانت قد استخدمت في عام 1957 لإعادة دمج محمية سار في الجمهورية الاتحادية باسم سارلاند. وتحدد المادة المعدلة الآن مشاركة المجلس الاتحادي والولايات الـ 16 في المسائل المتعلقة بالاتحاد الأوروبي.

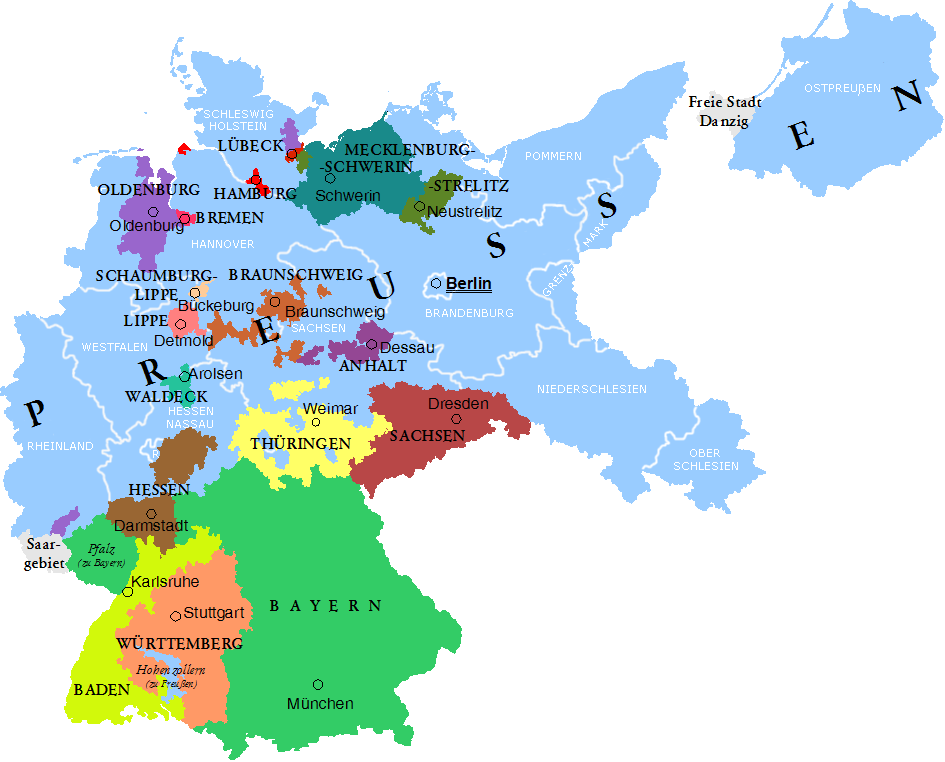
ولايات جمهورية فايمار في عام 1925، مع دولة بروسيا الحرة.

يمكن للولايات الألمانية إبرام المعاهدات مع الدول الأجنبية في الأمور التي تقع ضمن مجال اختصاصها وبموافقة من الحكومة الاتحادية (المادة 32 من القانون الأساسي). ترتبط المعاهدات الاعتيادية بالعلاقات الثقافية والشؤون الاقتصادية.
تُطلق بعض الولايات على نفسها اسم «ولاية حرة» (Freistaat). وهو مرادف تاريخي لـكلمة «الجمهورية» وكان وصفاً تستخدمه معظم الولايات/ الدول الألمانية بعد إلغاء النظام الملكي عُقب الحرب العالمية الأولى. اليوم يرتبط مصطلح ولاية حرة عاطفياً بمكانة أكثر استقلالية للولاية، خاصة في بافاريا. إلا أنه لا يحمل أي صفة أو أهمية قانونية. يتم تمثيل جميع الولايات الست عشرة على المستوى الاتحادي في البوندسرات (المجلس الاتحادي)، حيث يعتمد عدد أصوات كل ولاية في المجلس على عدد السكان.

### ألمانيا الغربية 1945-1990
وتنص المادة 29 من القانون الأساسي على أنه «يمكن إعادة هيكلة مناطق الاتحاد / الأراضي الاتحادية لضمان قدرة الولايات على تنفيذ مهامها بشكل فعال من حيث الحجم وجودة الأداء». وتنص الأحكام المعقدة إلى حد ما على أن «مراجعة التقسيم الحالي للولايات يجب أن يتم بموجب قانون اتحادي، ويجب المصادقة عليه عن طريق الاستفتاء».
تمت مناقشة هيكلات جديدة للأراضي الاتحادية منذ تأسيس الجمهورية الاتحادية في عام 1949 وحتى قبل ذلك. دعت اللجان ولجان الخبراء فيها إلى تخفيض عدد الولايات؛ حيث قدم الأكاديميون (فيرنر روتس، وماينهارد ميغل، وأدريان أوتناد وآخرين) والسياسيون (فالتر دورينغ، وهانز آبل، وآخرين) مقترحات - بعضها بعيد المدى - لإعادة ترسيم الحدود، ولكن بالكاد جائت تلك المناقشات العامة بأي نتيجة. في بعض الأحيان تروج الولايات الأكثر ثراءً للإصلاح الإقليمي كوسيلة لتجنب أو تخفيض المدفوعات والتحويلات المالية.
حتى الآن كان الإصلاح الوحيد الناجح هو اندماج ولايات جنوب بادن وفورتمبيرغ-هوهنزولرن وفورتمبيرغ-بادن لتشكيل ولاية بادن-فورتمبيرغ الجديدة في عام 1952.

### ترسيم الحدود
كانت الإمبراطورية الرومانية المقدسة عبارة عن كونفدرالية فضفاضة للولايت والإمارات الكبيرة والصغيرة في ظل سيادة اسمية للإمبراطور. حوالي 300 ولاية كانت موجودة عشية الثورة الفرنسية في 1789.
تم إعادة رسم الحدود الإقليمية أساساً نتيجة للصراعات العسكرية والتدخلات من الخارج: من الحروب النابليونية إلى مؤتمر فيينا انخفض عدد الأراضي من حوالي 300 إلى 39؛ في عام 1866 ضمت بروسيا الولايات المستقلة هانوفر، وناساو، وهيس-كاسيل، ومدينة فرانكفورت الحرة. جاء التوحيد الأخير تحت قيادة الحلفاء بعد عام 1945.
بدأ النقاش حول تعيين حدود جديدة للأراضي الألمانية في عام 1919 كجزء من المناقشات حول الدستور الجديد. وضع هوغو بريوس، عراب دستور فايمار، خطة لتقسيم الرايخ الألماني إلى 14 ولاية متساوية الحجم. تم رفض اقتراحه بسبب معارضة الولايات ومخاوف الحكومة. وقد مكنت المادة 18 من الدستور من تعيين حدود جديدة للأراضي الألمانية ولكنها وضعت عقبات كبيرة: «ثلاثة من خمسة أصوات تم تسليمها، وعلى الأقل غالبية السكان ضرورية لاتخاذ قرار بشأن تغيير الإقليم». في الواقع، حتى عام 1933 لم يكن هناك سوى أربعة تغييرات في تكوين الدول الألمانية: تم دمج ولايات تورينغن السبع في عام 1920، حيث اختارت ولاية كوبورغ الانضمام إلى بافاريا، وانضم بورمونت إلى بروسيا عام 1922، وتبعتها فالدك في ذلك في عام 1929. أي خطط لاحقة لتفكيك بروسيا إلى ولايات أصغر فشلت لأن الظروف السياسية لم تكن مواتية لإصلاحات الدولة.
بعد استيلاء الحزب النازي على السلطة في يناير 1933 فقدت الولايات أهميتها بشكل متزايد. حيث أنها أصبحت مناطق إدارية في بلد مركزي. ثلاثة تغييرات كانت ملاحظة بشكل خاص بالنسبة للألمان: في 1 يناير 1934 توحدت الولاية الحرة مكلنبورغ-شفيرين مع جارتها ولاية مكلنبورغ-شتايليتس الحرة. وبحلول قانون هامبورغ الكبيرة (Groß-Hamburg-Gesetz) لعام 1937 تم توسيع مساحة الولاية-المدينة هامبورغ، في حين فقدت لوبيك استقلالها وأصبحت جزءًا من مقاطعة شليسفيغ-هولشتاين البروسية.

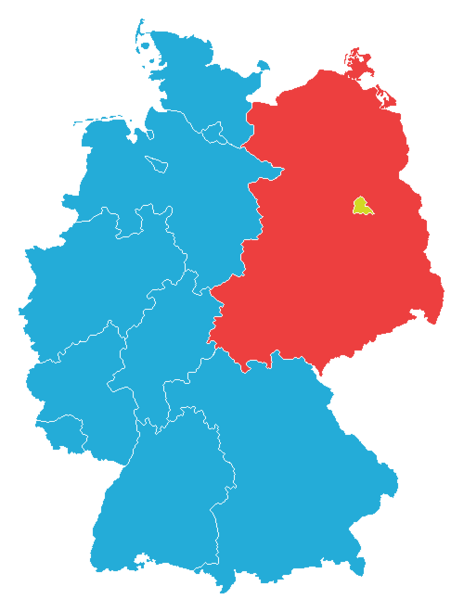
ألمانيا الغربية (بالأزرق) وألمانيا الشرقية (بالأحمر) وبرلين الغربية (بالأصفر)

بين 1945 و 1947 تم تأسيس ولايات جديدة في جميع مناطق الاحتلال الأربعة: بريمن، وهسن، وفورتمبيرغ-بادن، وبافاريا في المنطقة الأمريكية. هامبورغ، وشلسفيغ-هولشتاين، وساكسونيا السفلى، وشمال الراين-وستفاليا في المنطقة البريطانية؛ راينلند-بالاتينات، وبادن، وفورتمبيرغ-هوهنزولرن، وسارلاند - التي حصلت فيما بعد على وضع خاص - في المنطقة الفرنسية؛ مكلنبورغ-فوربومرن وبراندنبورغ، وساكسونيا، وساكسونيا-أنهالت، وتورنغن في المنطقة السوفيتية.
في عام 1948 سلم الحكام العسكريون للمناطق الغربية الثلاثة ما يسمى وثائق فرانكفورت إلى رؤساء وزراء الولايات. من بين أمور أخرى أوصوا بمراجعة حدود الولايات الغربية بطريقة بحيث لا تكون أي منها كبيرة جدًا أو صغيرة بالمقارنة مع باقي الولايات.
في خطابهم إلى كونراد أديناور، وافق الحكام العسكريون على المناطق الغربية على القانون الأساسي لكنهم علقوا المادة 29 إلى أن يتم إبرام معاهدة سلام. فقط الترتيب الخاص للجنوب الغربي دخل حيز التنفيذ بموجب المادة 118.